# Alfredo Bovet
Alfredo Bovet (Cully (Zwitserland), 6 mei 1909 –  Renens (Zwitserland), 18 januari 1993) was een Italiaans wielrenner. 
Prof van 1930 tot 1946, leek in 1931 zijn eerste grote overwinning te boeken in de Coppa Bernocchi, maar de koers werd uit de geschiedenisboeken geschrapt wegens onregelmatigheden in het parcours. Een jaar later nam Bovet sportieve wraak door een 107 kilometer lange solo in Milano-Sanremo succesvol af te ronden. 
Zijn broer Enrico Bovet was ook profwielrenner, zij het zonder veel succes. 

## Belangrijkste resultaten
1932
- 1e Milano-Sanremo
- 2e Tre Valle Varesine
- 2e Grote Landenprijs

1933
- 1e etappe 3, etappe 9 & eindklassement Ronde van Catalonië
- 1e Tre Valle Varesine
- 2e Milano-Sanremo
- 3e Italiaans kampioenschap
- 4e eindklassement Ronde van Italië

1938
- 3e Milano-Sanremo

## Resultaten in voornaamste wedstrijden
| Jaar | Ronde van Italië | Ronde van Frankrijk | Ronde van Spanje |
| ---- | ---------------- | ------------------- | ---------------- |
| 1930 |                  |                     |                  |
| 1931 | 13e              |                     |                  |
| 1932 | 45e              |                     |                  |
| 1933 | 4e               |                     |                  |
| 1934 | opgave           |                     |                  |
| 1935 | opgave           |                     |                  |
| 1936 | 31e              |                     |                  |
| 1937 | opgave           |                     |                  |
| 1938 | opgave           |                     |                  |

| Jaar | Milaan-San Remo | Ronde van Lombardije |
| ---- | --------------- | -------------------- |
| 1930 |                 | 7e                   |
| 1931 |                 | 5e                   |
| 1932 | ↑               |                      |
| 1933 | ↑               | 25e                  |
| 1934 | 45e             |                      |
| 1935 | 5e              |                      |
| 1936 |                 |                      |
| 1937 | 30e             |                      |
| 1938 | ↑               |                      |